# Береговое братство
«Береговое братство» или «Береговые братья» — свободная коалиция пиратов и каперов, в более общем смысле известное как буканьеры, которое было активно в XVII и XVIII столетиях в Атлантическом океане, Карибском море и Мексиканском заливе.

## История
Это было объединение капитанов с каперскими свидетельствами, которые управляли Братством внутри сообщества, имея при этом внешнего покровителя. Первоначально такие пираты были моряками обычно английского и французского происхождения, которые раньше плавали на кораблях частных торговцев, исповедовавших протестантскую религию.
Во время их расцвета, пока Тридцатилетняя война опустошала протестантские сообщества Франции, Германии и Нидерландов, а Англия была вовлечена в различные конфликты, каперам этих национальностей выдавали соответствующие корсарские патенты, позволяющие совершать набеги на католические французские и испанские суда и территории.
Поначалу Братство базировалось на острове Тортуга, недалеко от берега Гаити, и в городе Порт-Ройал на острове Ямайка. Самые первые Братья были главным образом французскими гугенотами и британскими протестантами, но постепенно к ним примыкали другие авантюристы различных национальностей, включая испанцев и даже африканских моряков, а также беглых рабов и преступников из различных государств.
В соответствии с их протестантским наследием и главным образом общепринятыми неписаными правилами Братья жили по пиратским кодексам, в которых закреплялось законодательное принятие решения, иерархичность власти в команде, частные права и равноправное распределение доходов.
Самым знаменитым членом Берегового Братства, по некоторым источникам, считается Генри Морган. Также известен другой предводитель Братства (по совместительству являющийся наставником Моргана) — Эдвард Мансфилд.
Как бы то ни было, позже произошли изменения в жизни общества в целом, повысилась доля рабского труда на Карибских островах, большинство людей, живших в приморских районах, переместились в материковые колонии будущих Соединенных Штатов или в их родные страны. Некоторые, неспособные эффективно конкурировать с рабским трудом, искушённые возможностью легкого богатства или будучи запуганными, продолжали поддерживать Береговое Братство как чисто преступную организацию, которая охотилась на всё гражданское судоходство. Вторая эра Братства положила начало веку пиратства и бандитизма в Карибском море, пока социально-экономические и военные изменения в конце XVIII века и в начале XIX века наконец не очистили Карибы от пиратов.

## Различия между Береговым Братством и буканьерами
В общем смысле эти понятия можно считать синонимичными. Разница состоит в том, что первое жило на побережье Мексиканского залива, Карибского моря, а также в районе современных Флориды, Чарлстона и Норфолка; буканьеры же обитали исключительно на Карибах.
В более узком смысле буканьерами в Карибском архипелаге называли охотников на диких буйволов, которые жарили и коптили мясо этих животных на специальных деревянных рамах (буканах). Береговое же Братство занималось исключительно разбойными операциями.

## Береговое Братство в культуре
- приключенческий роман Р. Сабатини «Одиссея капитана Блада» (1922)
- компьютерная игра «Корсары: Проклятье дальних морей» (2000)
- серия приключенческих фильмов «Пираты Карибского моря» (2003—2017)
- приключенческий сериал «Чёрные паруса» (2014—2017)